# Криккенбах
Криккенбах (нем. Krickenbach) — община в Германии, в земле Рейнланд-Пфальц. 
Входит в состав района Кайзерслаутерн. Подчиняется управлению Кайзерслаутерн-Зюд.  Население составляет 1192 человека (на 31 декабря 2010 года). Занимает площадь 10,02 км².